# 連接環
連接環（れんせつかん、英: coherent ring、仏: anneau cohérent）の概念はネーター環の概念よりも弱い。それにも関わらず連接環は注目すべき性質を有する。それは次のように要約できる。そのような環上の有限表示加群は加群の圏の充満部分アーベル圏をなす（一方ネーター環上これは有限型加群に対して同じことが正しい）。位相空間上の環の連接層の概念も定義される。

## 連接環

### 定義
- {\displaystyle R} を環とし {\displaystyle M} を {\displaystyle R}-加群とする。次が完全列になるような自由加群 {\displaystyle L_{1}} と {\displaystyle L_{0}} が存在する

{\displaystyle L_{1}\longrightarrow L_{0}\longrightarrow M\longrightarrow 0}
これは {\displaystyle M} の表示 (présentation) と呼ばれる。加群 {\displaystyle M} は {\displaystyle L_{0}} が有限型であれば有限型 (type fini) であり、{\displaystyle L_{0}} と {\displaystyle L_{1}} が両方とも有限型であれば有限表示 (présentation finie) と呼ばれる。
- {\displaystyle R}-加群 {\displaystyle M} は有限型でありかつ {\displaystyle M} のすべての有限型部分加群が有限表示であるときに連接 (cohérent) と呼ばれる。

- 環 {\displaystyle R} は有限型の {\displaystyle R} のすべての左イデアルが有限表示であるときに左連接 (cohérent à gauche) と呼ばれる。右連接環も同様に定義され、連接環 (anneau cohérent) は右連接である左連接環である[2]。

- 例えば可換ネーター環に係数を持つ無限個の不定元を持つ多項式環は連接であるが、ネーターではない[3]。

### 性質
{\displaystyle R} を環とする。
- {\displaystyle M} を左 {\displaystyle R}-加群とする。以下の条件は同値である[4]：

1. {\displaystyle M} は左連接である。
2. {\displaystyle M} は有限型でありすべての整数 {\displaystyle n\geq 0} に対して左 {\displaystyle R}-加群のすべての準同型 {\displaystyle R^{n}\longrightarrow M} の核は有限型である。
3. {\displaystyle M} は有限型でありすべての有限型左 {\displaystyle R}-加群 {\displaystyle N} に対してすべての準同型 {\displaystyle f:N\rightarrow M} に対して {\displaystyle \ker(f)} は有限型である。

- さらに、以下の条件は同値である[2], [5]：

1. {\displaystyle R} は左連接である。
2. 有限型左自由 {\displaystyle R}-加群のすべての有限型部分加群は有限表示である。
3. すべての有限表示左 {\displaystyle R}-加群は連接である。
4. すべての整数 {\displaystyle n} に対して左 {\displaystyle R}-加群のすべての準同型 {\displaystyle R^{n}\longrightarrow R} の核は有限型である。

- 左ネーター環は左連接である。

### 連接シルヴェスター環
- {\displaystyle R} をオール環（フランス語版）とする。この環が右連接シルヴェスター環（フランス語版）であるのは、{\displaystyle R} に元を持つすべての有限縦ベクトル（あるいは行列）の右零化域が自由であるとき、かつそのときに限る[6]。

- 例えば、右ベズー環は右連接シルヴェスター環である。

- 可換シルヴェスター環 {\displaystyle R} が連接であるのは {\displaystyle R} がGCD環であるとき、かつそのときに限る[7]。

- {\displaystyle D} を複素平面の単連結開集合とする。{\displaystyle D} 内の有界解析関数のハーディ環 {\displaystyle H^{\infty }\left(D\right)} はベズー環でない連接シルヴェスター環である[8]。

## グロタンディーク圏における一般化

### グロタンディーク圏
次のようなアーベル圏 {\displaystyle {\mathfrak {C}}} をグロタンディーク圏 (catégorie de Grothendieck) と呼ぶ。任意の余積があり、生成元の族 {\displaystyle \left(G_{i}\right)_{i\in I}} を持ち、次の条件 AB5) を満たす： {\displaystyle A} が {\displaystyle {\mathfrak {C}}} の対象であり {\displaystyle A'} が  {\displaystyle A} の部分対象でありそして {\displaystyle \left(A_{i}\right)_{i\in I}} が {\displaystyle A} の部分対象の増大フィルター族であれば、
{\displaystyle \bigcup \nolimits _{i\in I}\left(A^{\prime }\cap A_{i}\right)=A^{\prime }\cap \left(\bigcup \nolimits _{i\in I}A_{i}\right).}

### 例
- 環 {\displaystyle R} 上の左加群の圏 {\displaystyle _{R}Mod} は生成元として加群 {\displaystyle _{R}R} を持つグロタンディーク圏である。

- {\displaystyle X} を位相空間、{\displaystyle {\mathcal {O}}_{X}} を {\displaystyle X} 上の環の層、{\displaystyle _{{\mathcal {O}}_{X}}\mathbf {Mod} } を {\displaystyle X} 上の左 {\displaystyle {\mathcal {O}}_{X}}-加群の層（フランス語版）の圏とする。この圏 {\displaystyle _{{\mathcal {O}}_{X}}\mathbf {Mod} } はグロタンディーク圏である[10]。{\displaystyle _{{\mathcal {O}}_{X}}\mathbf {Mod} } における生成元の族は faisceaux induits {\displaystyle \left.{\mathcal {O}}_{X}\right\vert U} からなる、ただし {\displaystyle U} は {\displaystyle X} の開集合全部の集合を表記する[11]。

### 連接対象
- {\displaystyle {\mathfrak {C}}} をグロタンディーク圏とする。{\displaystyle {\mathfrak {C}}} の対象 {\displaystyle A} は次のとき有限型 (type fini) と呼ばれる。{\displaystyle \bigcup \nolimits _{i\in I}A_{i}=A} なる {\displaystyle A} の増大フィルターのすべての族 {\displaystyle \left(A_{i}\right)_{i\in I}} に対して、{\displaystyle A_{i}=A} となる添え字 {\displaystyle j} が存在する。{\displaystyle {\mathfrak {C}}} の対象 {\displaystyle A} は次のとき連接 (cohérent) と呼ばれる。有限型でありかつすべての射 {\displaystyle f:B\rightarrow A}、ただし {\displaystyle B} は有限型、に対して {\displaystyle \ker(f)} は有限型である[12]。

- {\displaystyle {\mathfrak {C}}} を生成元として対象 {\displaystyle G} を持つグロタンディーク圏とし

{\displaystyle 0\longrightarrow A^{\prime }\longrightarrow A\longrightarrow A^{\prime \prime }\longrightarrow 0}
を {\displaystyle {\mathfrak {C}}} における短完全列とする。この列の 2 つの対象が連接であれば、3 つ目の対象も連接である。さらに、対象 {\displaystyle A} が有限型であるのは、完全列
{\displaystyle \coprod \nolimits _{i\in J}G_{i}\longrightarrow A\longrightarrow 0}
ただし {\displaystyle J\subset I} は添え字の有限集合、が存在するとき、かつそのときに限り、{\displaystyle A} が連接であるのはそれが有限型でありすべての射 {\displaystyle \coprod \nolimits _{i\in J}G_{i}\longrightarrow A}、ただし {\displaystyle J\subset I} は有限、に対して完全列
{\displaystyle \coprod \nolimits _{i\in K}G_{i}\longrightarrow \coprod \nolimits _{i\in J}G_{i}\longrightarrow A\longrightarrow 0}
ただし {\displaystyle K\subset I} は有限、が存在するとき、かつそのときに限る。
すべての連接対象からなる {\displaystyle {\mathfrak {C}}} の充満部分圏は、{\displaystyle Coh{\mathfrak {C}}} と表記されるが、アーベルであり、入射 {\displaystyle Coh{\mathfrak {C}}\longrightarrow {\mathfrak {C}}} は完全である。

### 例
- 圏 {\displaystyle _{R}Mod} において有限型（resp. 連接）対象全体は有限型（resp. 連接）加群全体である。

- 圏 {\displaystyle _{{\mathcal {O}}_{X}}\mathbf {Mod} } において、有限型（resp. 連接）対象全体は有限型（resp. 連接）{\displaystyle {\mathcal {O}}_{X}}-加群全体である。

### 環の連接層
- 環 {\displaystyle {\mathcal {O}}_{X}} の層は次のとき左連接 (cohérent) と呼ばれる。すべての開集合 {\displaystyle U\subset X} と左 {\displaystyle \left.{\mathcal {O}}_{X}\right\vert U}-加群のすべての準同型写像 {\displaystyle \left.{\mathcal {O}}_{X}^{n}\right\vert U\longrightarrow \left.{\mathcal {O}}_{X}\right\vert U} に対して、この準同型の核は有限型である[14]。

- すると以下の結果が成り立つ[15]： {\displaystyle {\mathcal {O}}_{X}} を左連接環の層とする。左 {\displaystyle {\mathcal {O}}_{X}}-加群の層 {\displaystyle {\mathcal {F}}} が連接であるためには、次が必要かつ十分である。局所的に、それは左 {\displaystyle {\mathcal {O}}_{X}}-加群の準同型 {\displaystyle {\mathcal {O}}_{X}^{q}\longrightarrow {\mathcal {O}}_{X}^{p}} の余核に同型である、すなわち、{\displaystyle X} のすべての空でない開集合 {\displaystyle U} に対して完全列

{\displaystyle \left.{\mathcal {O}}_{X}^{q(U)}\right\vert U\longrightarrow \left.{\mathcal {O}}_{X}^{p(U)}\right\vert U\rightarrow \left.{\mathcal {F}}\right\vert U\longrightarrow 0}
が存在する。